# Катнахпюр (Арагацотн)
Катнахпюр (вірм. Կաթնաղբյուր) — село в марзі Арагацотн, на заході Вірменії. Село розташоване на ділянці Аштарак — Талін траси Єреван — Гюмрі, за 6 км на схід від міста Талін, за 6 км на північ від села Ашнак, за 2 км на північний захід від села Давташен, за 4 км на південний захід від села Ірінд, за 5 км на південь від села Шгаршік та за 6 км на південний схід від села Єхнік. В селі розташовані руїни церкви V століття.